# União Desportiva Sardinha e Caça de Água-Izé
UDESCAI (União Desportiva Sardinha e Caça de Água-Izé) is een voetbalclub in Sao Tomé en Principe uit Água-Izé in het district Cantagalo. De club speelt in de eilandcompetitie van Sao Tomé,
waarvan de kampioen deelneemt aan het voetbalkampioenschap van Sao Tomé en Principe, de eindronde om de landstitel.
In 2004 werd de club met acht punten verschil eilandkampioen terwijl het een paar jaar daarvoor nog op het tweede niveau speelde. Het verloor in de landelijke finale van GD Os Operários uit Principe. Een jaar eerder was Operários in de bekerfinale ook al te sterk voor UDESCAI. In het seizoen 2009/10 werd de club achtste.
In 2014 degradeerde UDESCAI echter van het tweede naar het derde niveau van Sao Tomé.

## Erelijst
Eilandkampioen2004
Eerste niveau: FC Aliança Nacional · Bairros Unidos FC · UD Correia · Folha Fede · Juba Diogo Simão · FC Neves · Praia Cruz · UDRA · Vitória FC · Santana FC
Tweede niveau: Agrosport · Amador · Guadalupe · Inter Bom-Bom · Desportivo Marítimo · Kê Morabeza · Oque d'El Rei · Porto Alegre · Ribeira Peixe · Trindade FC
Derde niveau: Andorinha Sport Club · Boavista · Desportivo Conde · Cruz Vermelha · Diogo Vaz · Otótó · Santa Margarida · Sporting São Tomé · UDESCAI · Varzim FC
Voormalige clubs: 6 de Setembro · Bela Vista · Os Dinâmicos ·  Palmar